# Norio Sakurai
Pour les articles homonymes, voir Sakurai (homonymie).
桜井 のりお (Sakurai Norio)
Œuvres principales
- Les Triplées (en)
- Rororro! (ja)
- The Dangers in My Heart

Norio Sakurai (桜井 のりお, Sakurai Norio), née le 1er juillet 1985 à Ageo, dans la préfecture japonaise de Saitama, est une mangaka. Active depuis 2003, elle est connue pour ses mangas Les Triplées (en) et The Dangers in My Heart.

## Biographie
Norio Sakurai naît le 1er juillet 1985 dans la ville d'Ageo. En 2002, son manga Pinokio (ピノキ夫。) est finaliste au prix du manga Tenkaichi (ja) (天下一漫画賞) du moi de mai, organisé par le magazine Weekly Shōnen Jump de Shūeisha. En mai 2003, elle reçoit une mention honorable pour son manga Sōji no jikan (そーじの時間) aux 58e Prix Akatsuka. Sōji no jikan paraît alors dans le 28e numéro du Weekly Shōnen Jump, faisant de lui son premier manga en prépublication. Dans les commentaires de fin du manga, Sakurai, alors encore lycéenne, écrit qu'elle est prête à recevoir toute plainte, insatisfaction ou râle, mais qu'elle assez contente que des gens puissent le lire.
À la même époque, en 2003, elle remporte un prix d'encouragement lors du 60e Weekly Shonen Champion Newcomer Award (ja) d'Akita Shoten pour « KIDNEY TROUBLE »,. Cette œuvre a été très bien accueillie par Kenji Hamaoka (ja), de Weekly Shonen Champion, un mangaka dont elle admire, et elle décide d'écrire pour ce même magazine, faisant ses débuts la même année avec Kochira Kanojo, Kōmon-mae (こちら彼女、校門前。). Ce one-shot a obtenu la première place dans les sondages des lecteurs, devançant Urayasu Tekkin Kazoku (ja) (浦安鉄筋家族) de Hamaoka, et cela l'incite à commencer une série. Ensuite, de 2003 à 2005, elle publie Kodomo Gakkyū (ja) (子供学級) pour Weekly Shonen Champion.
Sa seconde série, Les Triplées (en) (みつどもえ), a commencé sa publication dans le Weekly Shōnen Champion à partir du numéro 15 de l'année 2006. La première saison de la série télévisée animée adaptée de l'œuvre a été diffusée en 2010, et la deuxième saison en 2011. Après une pause prolongée depuis le numéro 20 de l'année 2011, la publication reprend à partir du numéro 35 de l'année 2012. Après avoir été publié jusqu'au numéro 39 de l'année 2012, Les Triplées passe dans Bessatsu Shōnen Champion du même éditeur et y est publié à partir du numéro d'octobre 2012 jusqu'au numéro de septembre 2017.
Sa troisième série, Rororro! (ja), a commencé sa publication dans le Weekly Shonen Champion à partir du numéro 45 de l'année 2017 après une série de publications à intervalles irrégulières entamées en 2016 et s'est terminée dans le numéro 23 de l'année 2020. C'est à partir de la publication de Rororro! qu'elle a passé à l'écriture et au dessin numériques et elle travaille maintenant avec un assitant. Son manga le plus récent, The Dangers in My Heart (僕の心のヤバイやつ) commence sa publication à partir du numéro 15 de l'année 2018 de Weekly Shōnen Champion, alors que Rororro! est encore en publication, puis après un bref passage sur Champion Cross (ja), il est actuellement en cours de publication depuis le 17 juillet 2018 sur Manga Cross (ja).

## Principales œuvres
- Kodomo Gakkyū (ja) (子供学級?), sérialisé dans Weekly Shonen Champion du numéro 44 de 2003 au numéro 15 de 2005, publié en quatre volumes par Akita Shoten.
- Les Triplées (en) (みつどもえ, Mitsudomoe?), sérialisé dans Weekly Shonen Champion du numéro 15 de 2006 au numéro 19 de 2011, puis du numéro 35 au numéro 39 de 2012, puis sérialisé dans Bessatsu Shōnen Champion d'octobre 2012 à septembre 2017, publié en dix-neuf volumes par Akita Shoten.
- Rororro! (ja) (ロロッロ!?), sérialisé dans Weekly Shonen Champion du numéro 44 au numéro 48 de 2016, puis du numéro 45 de 2017 au numéro 23 de 2020, publié en sept volumes par Akita Shoten.
- (en cours) The Dangers in My Heart (僕の心のヤバイやつ, Boku no kokoro no yabai yatsu?), sérialisé dans Weekly Shonen Champion du numéro 15 au numéro 18 de 2018, puis sérialisé dans Champion Cross du 10 avril 2018 au 3 juillet 2018, sérialisé dans Manga Cross depuis le 17 juillet 2018, 9 volumes publiés par Akita Shoten en date de 2023.